# بیلل آگونی
بیلل آگونی (انگلیسی: Bilel Agueni؛ زادهٔ ۴ ژانویهٔ ۱۹۹۵) بازیکن فوتبال اهل فرانسه است.